# 平木信二
平木 信二（ひらき しんじ、1910年10月5日 - 1971年12月30日）は、日本の実業家。元リッカーミシン社長。

## 来歴・人物
現在の京都府長岡京市出身。
高等小学校卒業後、故郷を離れて日本紡績（後のユニチカ）に就職し、関西大学商学部夜間部を卒業。
1929年、8ヶ月間で祖父母、母を続けざまに喪った。あまりに短期間過ぎて平木家は墓地に埋葬する場所が無くて困ったと伝わる。
1934年に京都帝国大学経済学部を卒業後、計理士事務所を開設した。当時日中戦争の軍需景気でインフレが発生し、税法も新しくなったため税金の取り立てが厳しく、計理士の需要は非常に高かった。おかげで29歳の頃に平木はすでに結婚していたが、一家が一生生活に困らないほどの財産を築き上げた。
1939年に日本殖産工業を創設して、1941年に社長となる。
1943年に理化学工業、その後1949年にリッカーミシンと改称。一代でリッカーミシンを上場企業に育てた。また、実業団スポーツにも力を入れ、陸上部（監督に吉岡隆徳を迎えた）、野球部などを設立し、有力チームに成長させた。
大の酒好き・ヘビースモーカーであったため、晩年は心肺機能が悪化して酸素吸入装置を必要としていた。リンカーン・コンチネンタルを愛車として使用していたのも「デカい車だと酸素吸入装置を積めるから」という理由であった。
浮世絵のコレクターとしても知られる。戦前、浮世絵の三大コレクションとして「松方コレクション（現在東京国立博物館所蔵）」、「斎藤コレクション」、「三原コレクション」が著名であり、斎藤・三原コレクションは海外流出の危機に瀕したが、平木の所有を経て平木浮世絵財団により保管されている。